# Podolepis
 Podolepis   Labill., 1806 è un genere di piante angiosperme dicotiledoni della famiglia delle Asteraceae (sottofamiglia Asteroideae, tribù Gnaphalieae e sottotribù Gnaphaliinae).

## Etimologia
Il nome del genere deriva da due parole greche "poda" (= piede o base di una struttura) e "lepis" (= scala). Le due parole insieme si riferiscono ai peduncoli dei fiori.
Il nome scientifico del genere è stato definito dal botanico Jacques Julien Houtou de Labillardière (1755-1834) nella pubblicazione " Novae Hollandiae Plantarum Specimen" ( Nov. Holl. Pl. 2: 56) del 1806.

## Descrizione

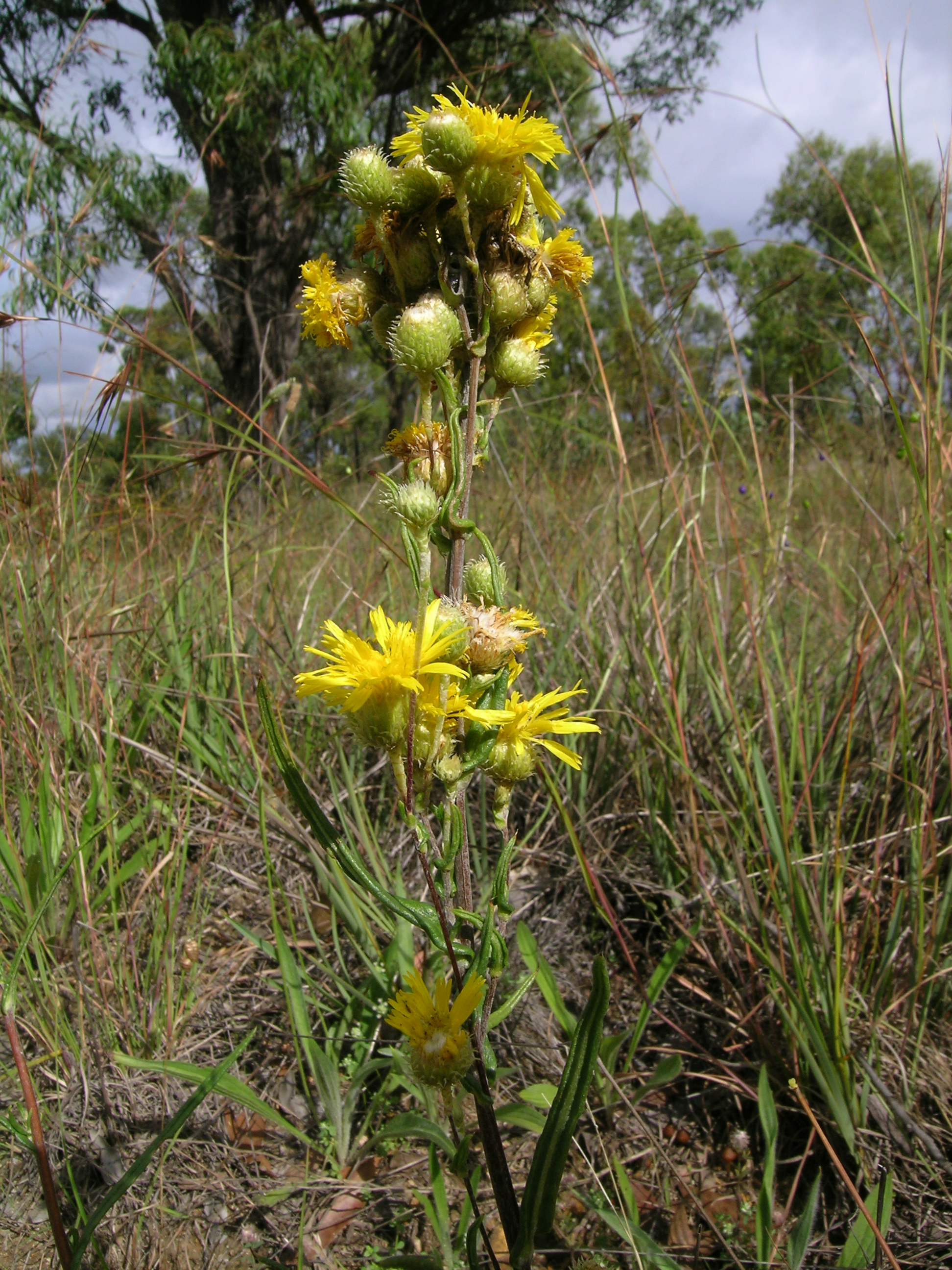
Il portamento
Podolepis neglecta

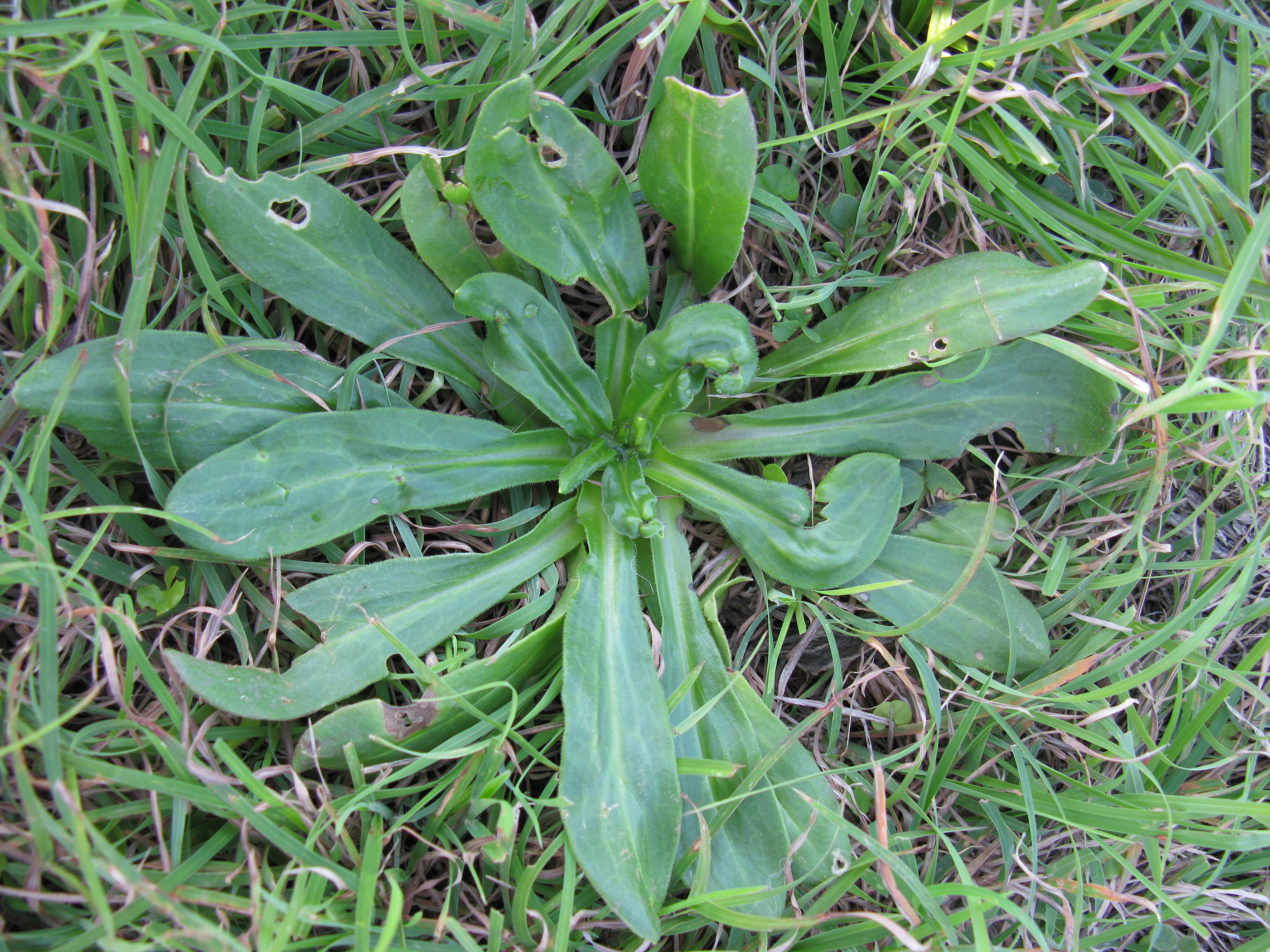
Le foglie
Podolepis neglecta

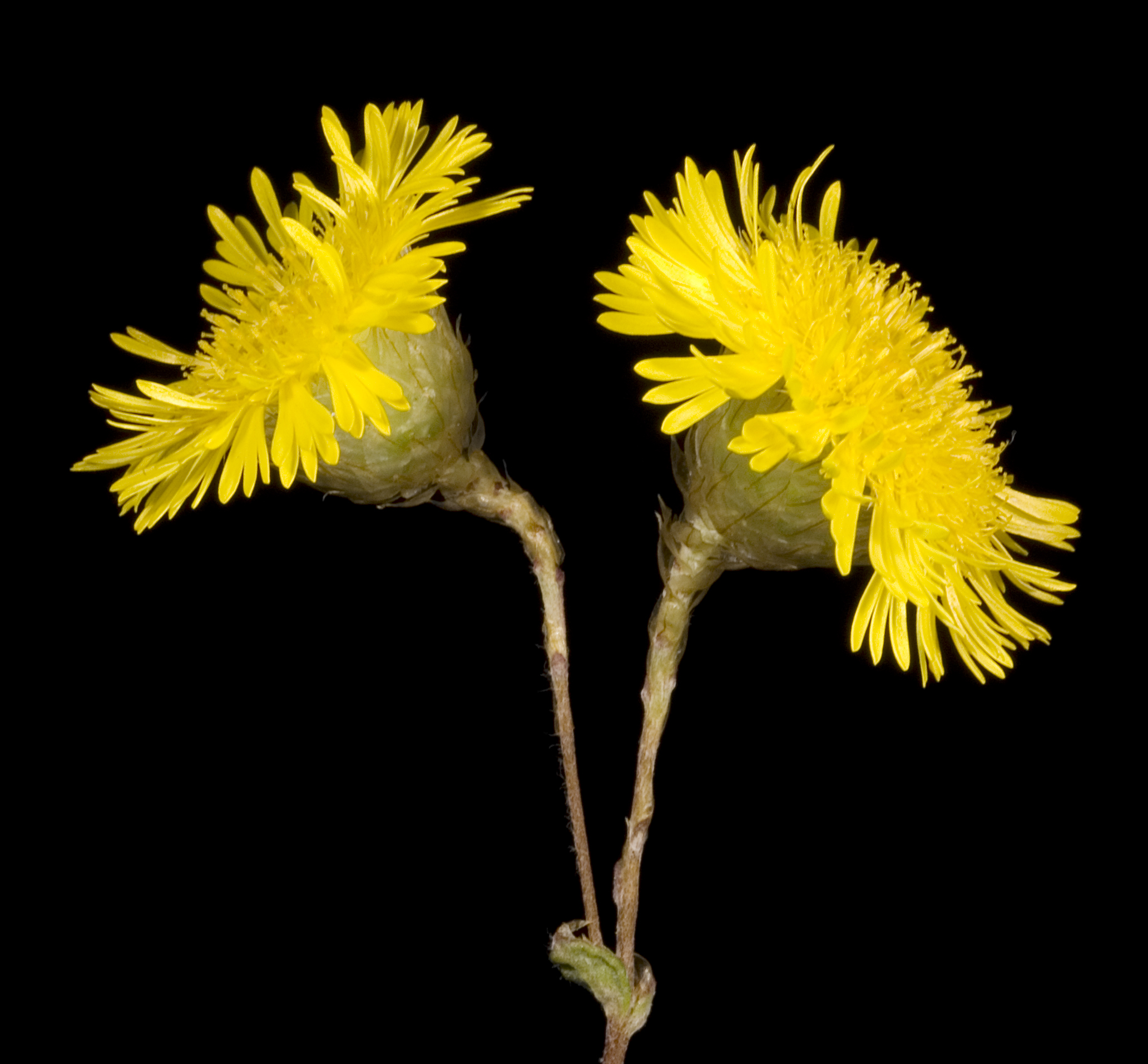
Infiorescenza
Podolepis aristata

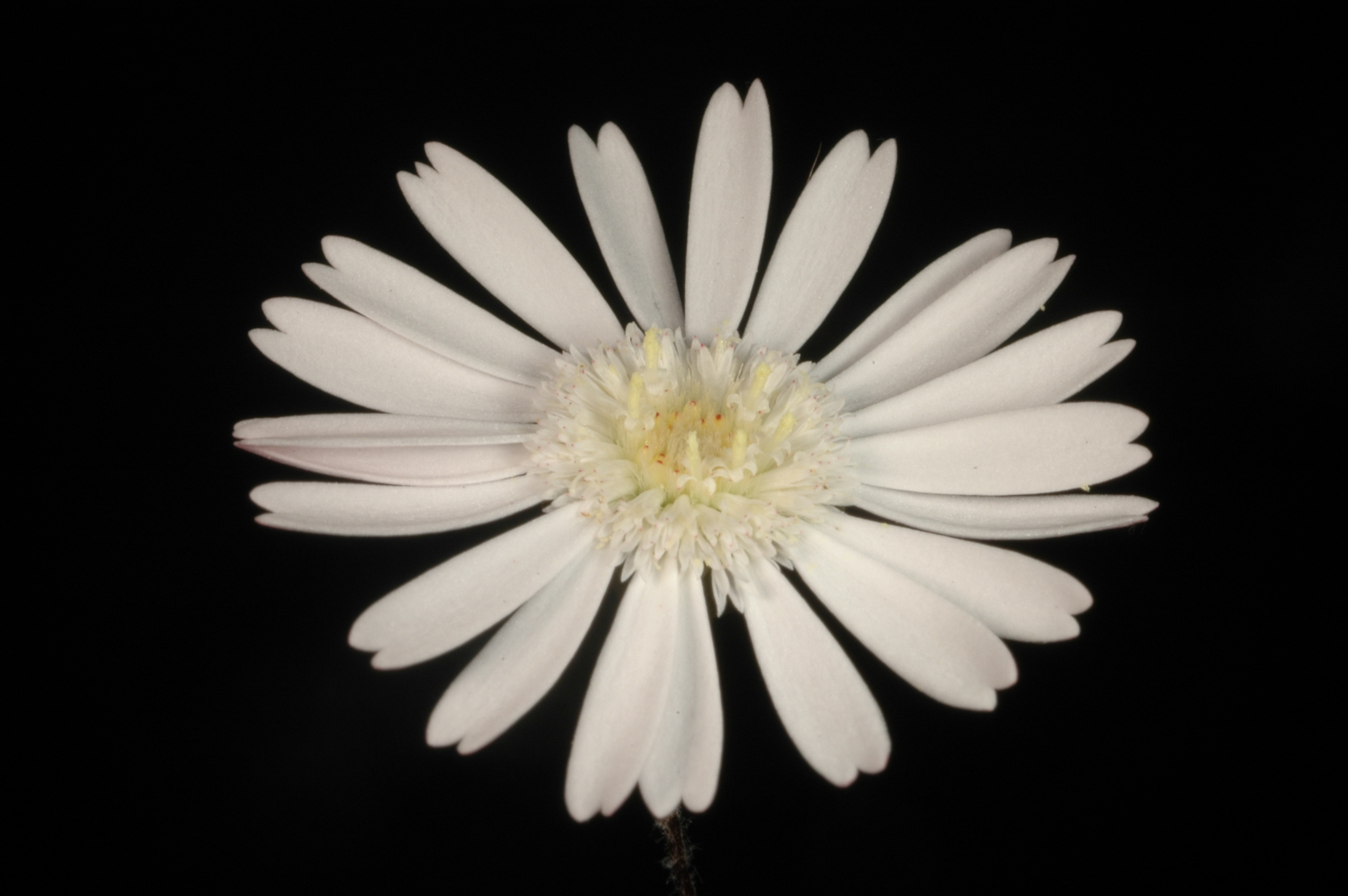
I fiori
Podolepis gracilis

Portamento. Le specie di questo gruppo hanno un habitus di tipo erbaceo annuale o perenne. I cauli di queste piante sono provvisti del floema, ma non di canali resiniferi; mentre i sesquiterpeni lattoni sono normalmente assenti (piante senza lattice). La superficie delle piante è lanosa ma anche ghiandolosa.
Fusto. La parte aerea in genere è eretta e scaposa.
Foglie. Le foglie in sono disposte in modo alternato, sia in rosetta basale che cauline, e sono quasi sempre sessili. La lamina è intera e piatta con forme generalmente strette; i margini sono continui a volte revoluti. La superficie è tomentosa o lanosa su entrambe le superfici.
Infiorescenza. Le sinflorescenze sono composte da capolini solitari (raramente sono raccolti in formazioni varie). Le infiorescenze vere e proprie sono formate da un capolino terminale di tipo radiato (con fiori eterogami). All'apice del peduncolo sono presenti delle foglie squamose che si fondono con le brattee involucrali. I capolini sono formati da un involucro, con forme da campanulate a emisferiche, composto da diverse brattee, al cui interno un ricettacolo fa da base ai fiori. Le brattee, glabre o pelose a consistenza cartacea, colorate di bruno, sono disposte in modo più o meno embricato su più serie e alla base possono avere due coste formate da strati di stereoma; talora possono avere un margine ialino e in tutti i casi i margini sono cigliati. Il ricettacolo è senza pagliette a protezione della base dei fiori; la forma è piatta.
Fiori.  I fiori sono tetra-ciclici (formati cioè da 4 verticilli: calice – corolla – androceo – gineceo) e pentameri (calice e corolla formati da 5 elementi). Sono inoltre tubulosi, attinomorfi e si distinguono in:
- fiori del disco esterni: sono femminili e radiati o brevemente radiati; sono disposti su una sola file;
- fiori del disco centrali: sono ermafroditi e tubulosi.

- Formula fiorale:

*/x K {\displaystyle \infty }, [C (5), A (5)], G 2 (infero), achenio
- Calice: i sepali del calice sono ridotti ad una coroncina di squame.
- Corolla: la forma della corolla normalmente è tubolare con 5 lobi (raramente 4); i lobi hanno una forma deltata o più o meno lanceolata. I colori della corolla sono giallo e bianco.
- Androceo: l'androceo è formato da 5 stami sorretti da filamenti generalmente liberi; gli stami sono connati e formano un manicotto circondante lo stilo; le teche (produttrici del polline) sono prive di sperone, ma hanno la coda (una sola); le appendici apicali delle antere hanno delle forme concave; il tessuto endoteciale (rivestimento interno dell'antera) è quasi sempre polarizzato (con due superfici distinte: una verso l'esterno e una verso l'interno). Il polline è di tipo echinato (con punte sporgenti) a forma sferica è formato inoltre da due strati di ectesine, mentre lo strato basale è spesso e regolarmente perforato (tipo “gnafaloide”).[9]
- Gineceo: l'ovario è infero uniloculare formato da 2 carpelli. Lo stilo (il recettore del polline) è intero o biforcato con due stigmi nella parte apicale. Gli stigmi hanno una forma troncata; possono essere ricoperti da minute papille o avere dei penicilli apicali. Le superfici stigmatiche sono separate.[9]

Frutti. I frutti sono degli acheni con pappo. Gli acheni sono piccoli a forma ellissoide; la superficie può essere ricoperta di tricomi globosi senza cellule basali; il pericarpo può essere percorso longitudinalmente da alcuni fasci vascolari. Il pappo è formato da setole capillari (piumose o barbate) libere o fuse solo alla base.

## Biologia
Impollinazione: tramite insetti (impollinazione entomogama tramite farfalle diurne e notturne).

Riproduzione: la fecondazione avviene fondamentalmente tramite l'impollinazione dei fiori.

Dispersione: i semi cadono a terra e vengono dispersi soprattutto da insetti come formiche (disseminazione mirmecoria). Un altro tipo di dispersione è zoocoria: gli uncini delle brattee dell'involucro (se presenti) si agganciano ai peli degli animali di passaggio che portano così i semi anche su lunghe distanze. Inoltre per merito del pappo il vento può trasportare i semi anche per alcuni chilometri (disseminazione anemocora).

## Distribuzione e habitat
Le specie di questo genere sono distribuite in Australia e Tasmania.

## Tassonomia
La famiglia di appartenenza di questa voce (Asteraceae o Compositae, nomen conservandum) probabilmente originaria del Sud America, è la più numerosa del mondo vegetale, comprende oltre 23.000 specie distribuite su 1.535 generi, oppure 22.750 specie e 1.530 generi secondo altre fonti (una delle checklist più aggiornata elenca fino a 1.679 generi). La famiglia attualmente (2021) è divisa in 16 sottofamiglie; la sottofamiglia Asteroideae è una di queste e rappresenta l'evoluzione più recente di tutta la famiglia.

### Filogenesi
Il genere di questa voce è descritto nella tribù Gnaphalieae, una delle 21 tribù della sottofamiglia Asteroideae. Da un punto di vista filogenetico, la tribù Gnaphalieae fa parte del supergruppo (o sottofamiglia) "Asteroideae grade"; l'altro è il supergruppo "Non-Asteroideae" contenente il resto delle sottofamiglie delle Asteraceae. All'interno del supergruppo è vicina alle tribù Senecioneae, Calenduleae, Astereae e Anthemideae.
La sottotribù Gnaphaliinae è caratterizzata da portamenti di vario tipo con specie ginomonoiche e monoiche, da foglie con margini interi, da capolini disciformi omogami o eterogami e raramente radiati (o subradiati), dallo stilo con rami troncati e superfici stigmatiche separate apicalmente, da acheni glabri o con tricomi allungati e pappo ridotto.
Il genere  Podolepis  appartiene al gruppo Australasian clade, un gruppo informale monofiletico della sottotribù Gnaphaliinae diviso in quattro sottocladi: Angianthus (specie effimere dell'Australia occidentale), Waitzia (specie perenni dell'Australia orientale), Cassinia (specie con portamento arbustivo) e Euchiton (specie perenni simili a piante lanose e alpine). Il genere di questa voce appartiene al clade Waitzia che insieme al clade Angianthus forma un "gruppo fratello"; entrambi si trovano in posizione del "core" dell'Australasian clade, ossia sono gli ultimi cladi ad essersi evoluti. Podolepis, da un unto di vista filogenetico, è vicino ai generi Pterochaeta Steetz e Asteridea Lindl...
I caratteri distintivi del genere  Podolepis  sono:
- nell'infiorescenza sono presenti sia fiori ligulati che tubulosi;
- le brattee dell'involucro sono piatte, intere e sui margini sono lungamente cigliate.

Il numero cromosomico delle specie di questo genere è: 2n = 6, 14, 16, 18, 20, 22, 24 e 40.

### Elenco delle specie
Questo genere ha 19 specie:
- Podolepis arachnoidea (Hook.) Druce
- Podolepis aristata  Benth.
- Podolepis canescens  A.Cunn. ex DC.
- Podolepis decipiens  Jeanes
- Podolepis eremaea  Jeanes
- Podolepis gardneri  G.L.Davis
- Podolepis gracilis  Graham
- Podolepis hieracioides  F.Muell.
- Podolepis jaceoides  (Sims) Voss
- Podolepis laciniata  Frood
- Podolepis linearifolia  Jeanes
- Podolepis longipedata  A.Cunn. ex DC.
- Podolepis monticola  R.J.F.Hend.
- Podolepis neglecta  G.L.Davis
- Podolepis nutans  Steetz
- Podolepis omissa  Jeanes
- Podolepis remota  Jeanes
- Podolepis robusta  (Maiden & Betche) J.H.Willis
- Podolepis rugata  Labill.

### Sinonimi
Sono elencati alcuni sinonimi per questa entità:
- Rutidochlamys Sond.
- Scalia  Sims
- Scaliopsis  Walp.
- Stylolepis  Lehm.

## Alcune immagini

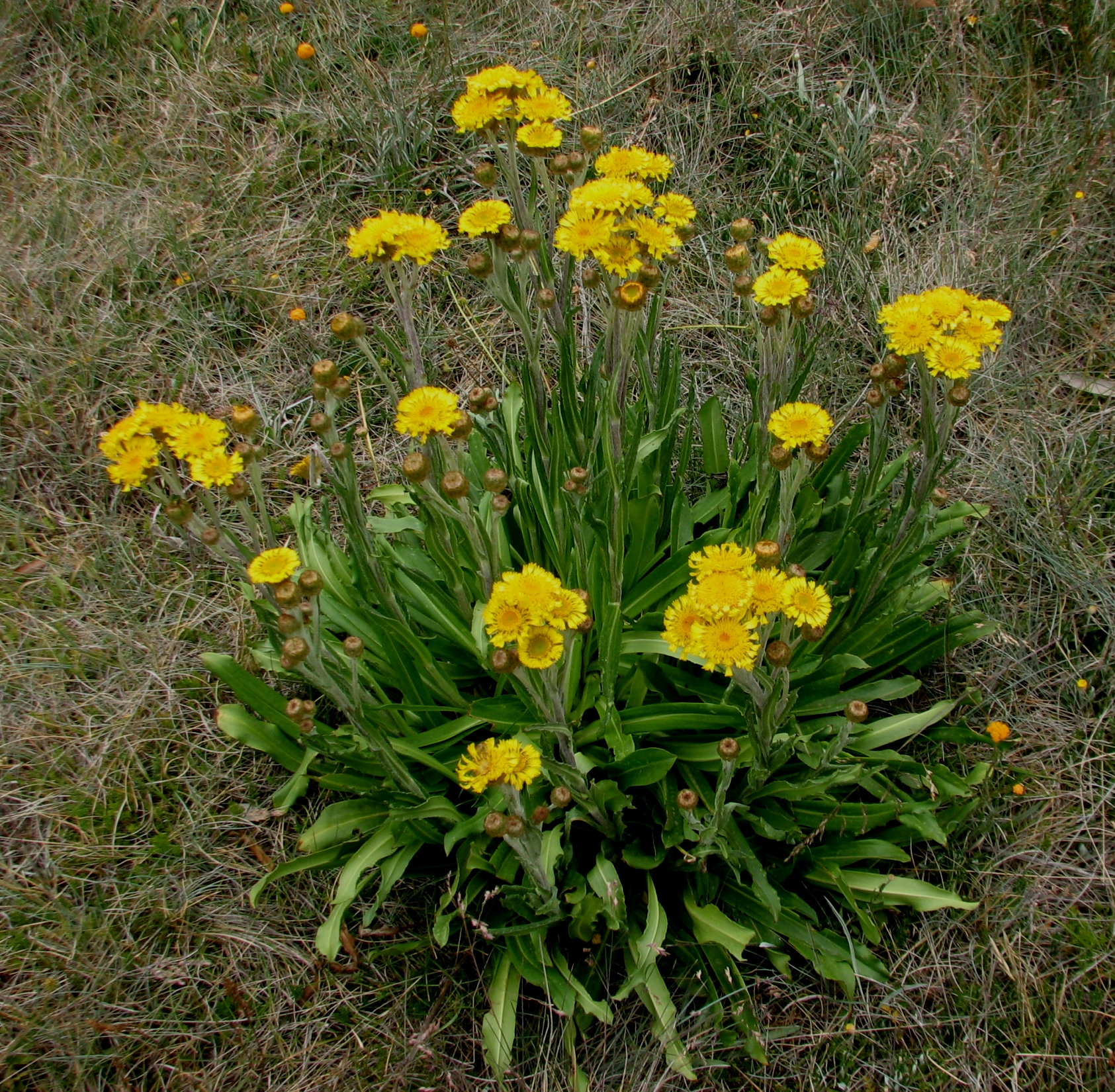
Podolepis robusta
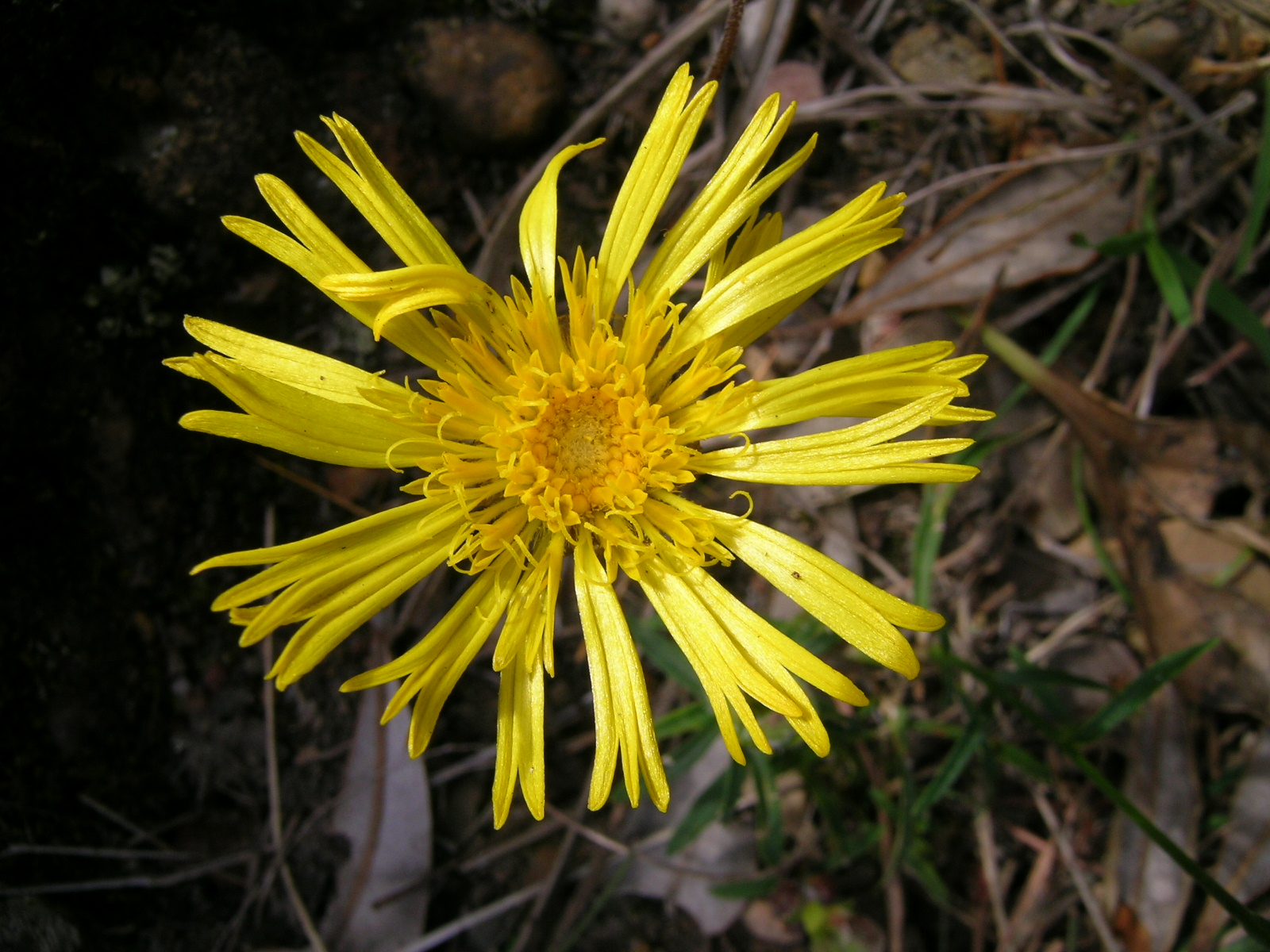
Podolepis neglecta
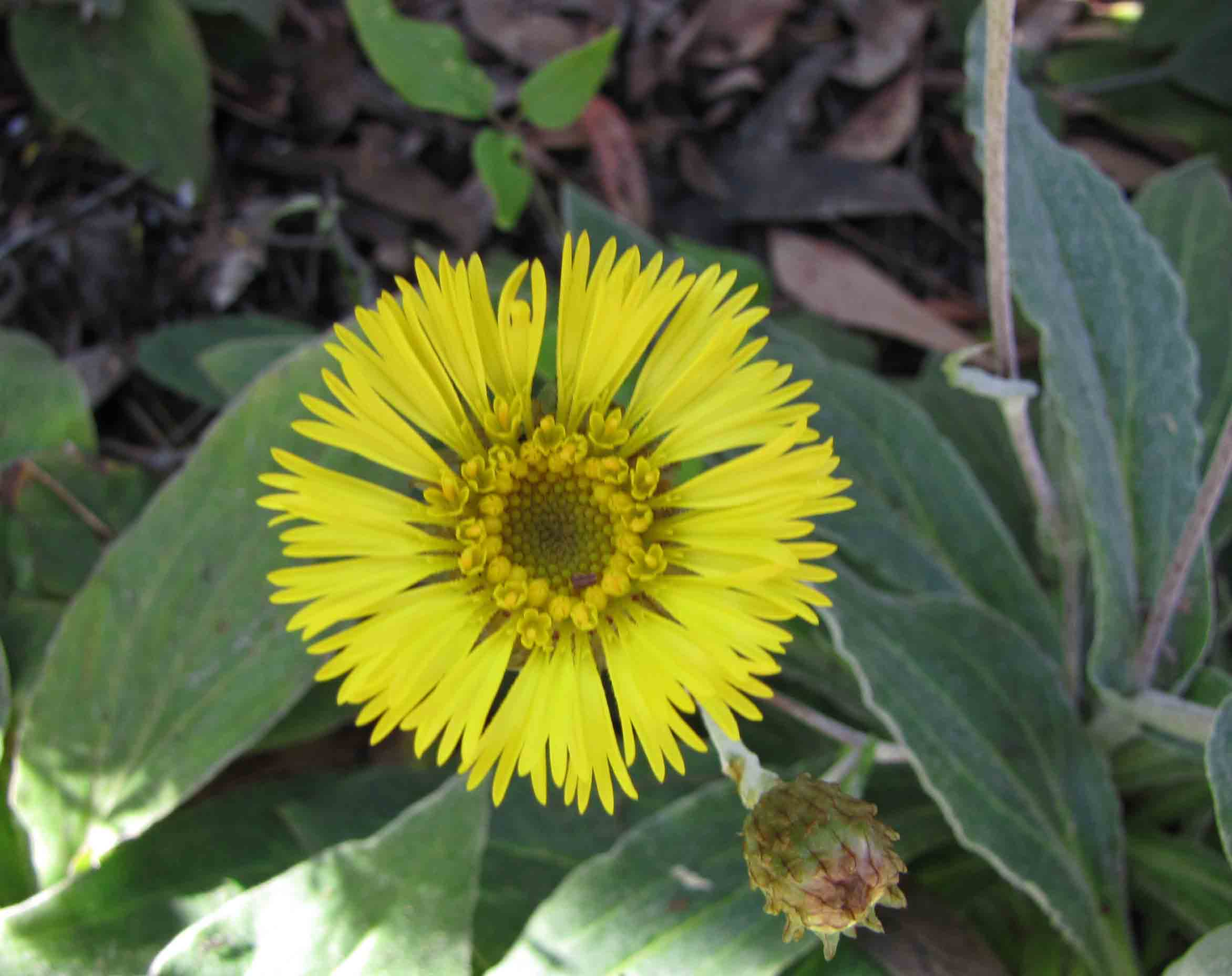
Podolepis monticola
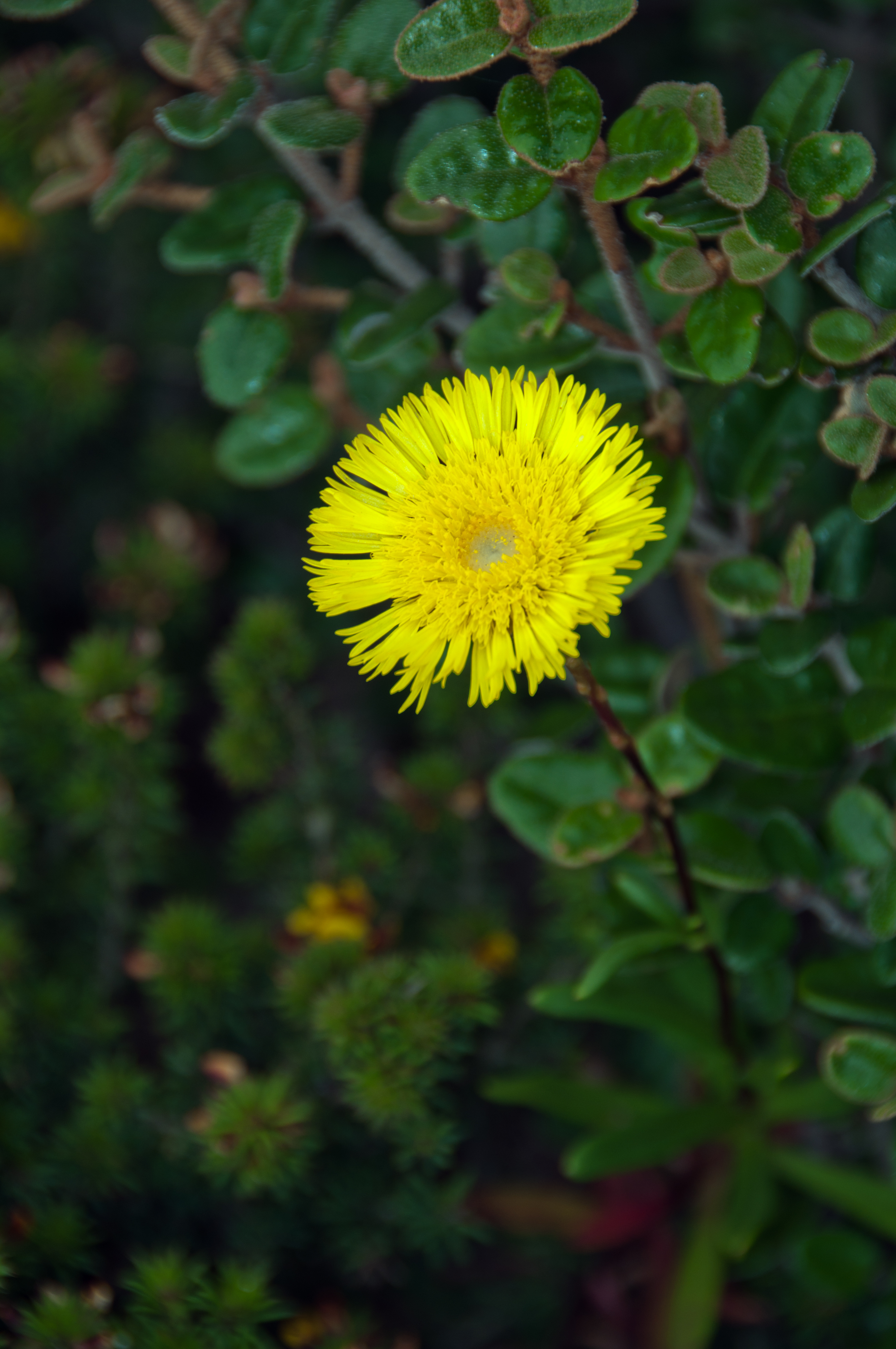
Podolepis jaceoides
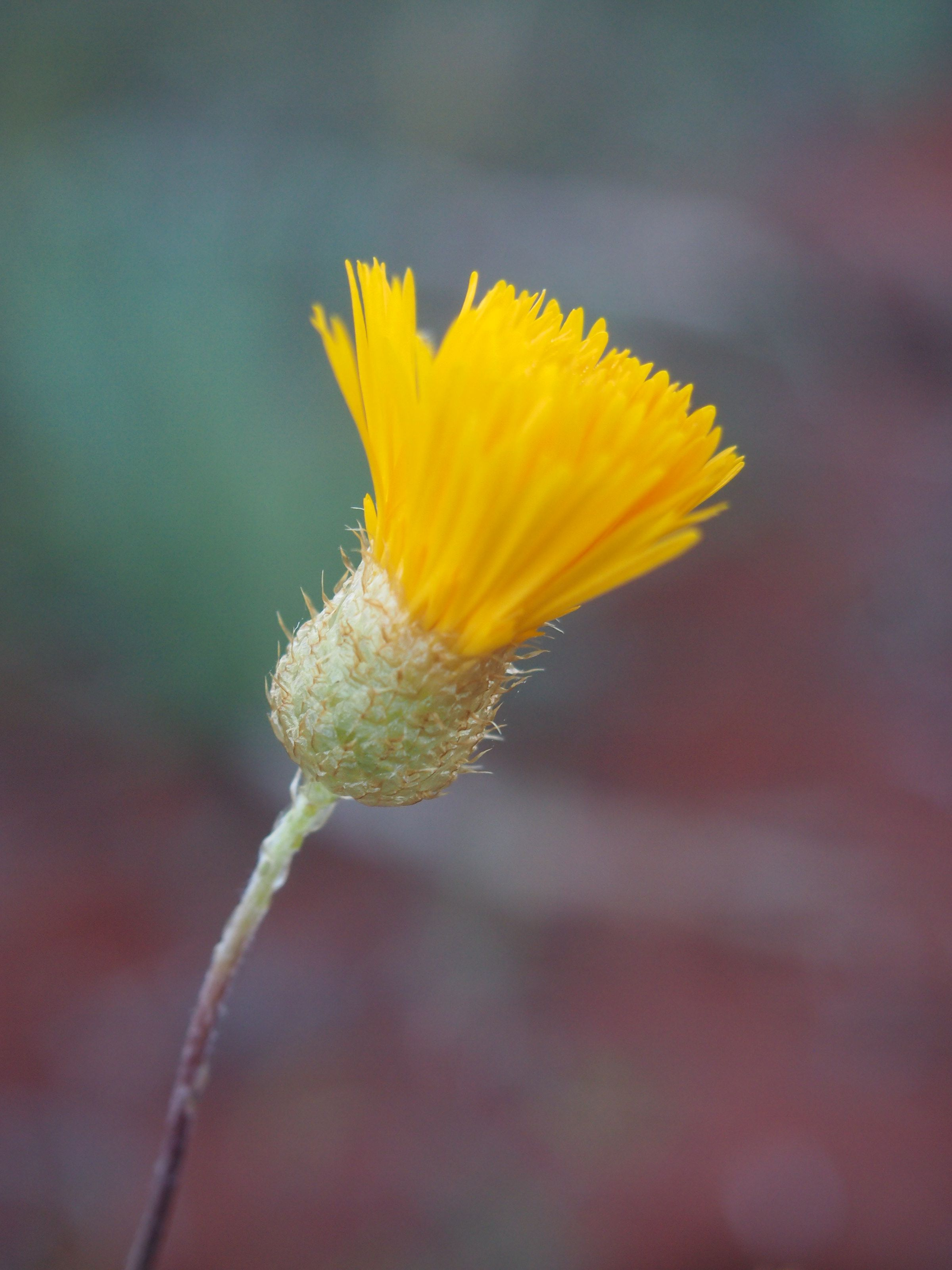
Podolepis canescens